# Acanthoderes bicolor
Acanthoderes bicolor es una especie de escarabajo del género Acanthoderes, familia Cerambycidae. Fue descrita científicamente por Chemsak & Hovore en 2002.
Se distribuye por México. Posee una longitud corporal de 9-11,5 milímetros. El período de vuelo de esta especie ocurre en los meses de mayo, junio y julio.